# Michael Stipe
John Michael Stipe (Decatur, 4 de janeiro de 1960) é um cantor, compositor e músico americano, mais conhecido por ter sido vocalista da banda de rock R.E.M..
Stipe é conhecido por seu estilo de cantar "rangendo seus dentes" no começo de sua carreira, pelo surrealismo complexo de suas letras, e pelo seu ativismo político e social. Stipe e os outros membros do R.E.M. também são conhecidos como pioneiros do rock alternativo, pois inspiraram alguns dos grupos da cena alternativa da década de 1990, como Nirvana, Pearl Jam e Radiohead. Stipe também lidou com o estilo visual do R.E.M., geralmente selecionando a capa do álbum e orientando muitos dos vídeos de música da banda.

## Vida e Carreira
Seu pai era um soldado do exército dos Estados Unidos, cuja carreira o levou a mudar-se com sua família; foi piloto de helicóptero na Guerra da Coreia e Vietnã. Durante a infância, Stipe se mudou com a família em várias ocasiões para a Alemanha, Texas, Illinois, Alabama e Geórgia. Ele recebeu uma formação religiosa metodista. Aos oito anos de idade já tocava violão, acordeão e piano. Durante o ensino médio, se juntou a uma banda punk chamada Bad Habits. Em 1978, ele se formou no colegial em Collinsville, Illinois. Stipe trabalhou no Waffle House local. Mais tarde, em 1979, entrou na Universidade da Geórgia, onde estudou fotografia e pintura.
Em 1983, Stipe conheceu a vocalista da banda 10,000 Maniacs, Natalie Merchant, onde se tornaram amigos e tiveram um relacionamento amoroso. Stipe teve um relacionamento amoroso com o escritor Douglas A. Martin, porém ele não se intitula homossexual, bissexual ou heterossexual.

## NoR.E.M
Enquanto estava na faculdade, em Atenas, Stipe frequentava a loja de discos 
Wuxtry, na qual conheceu o empregado Peter Buck em 1980. "Foi uma espécie de aparência impressionante e também pôde comprar discos raros que nem 
todos compravam" relembra Buck. Tornaram-se amigos e, eventualmente, formaram uma banda. Buck e Stipe começaram a 
escrever músicas juntos no mesmo momento em que Stipe também fazia parte de um 
grupo local chamado Gangster, onde era conhecido como Michael 
Valentine. A dupla foi logo acompanhada por Bill Berry e Mike Mills, e passou a se chamar REM, que Stipe selecionou aleatoriamente de um dicionário. Ainda no REM, Stipe Tanzplagen formou uma banda com sua irmã Lynda Stipe e dois outros membros, com quem gravou um vinil com duas músicas lançado em 1981.
Os quatro membros do R.E.M. deixaram a universidade em 1980 para se concentrarem na banda. Stipe foi o último a fazê-lo. A banda lançou seu primeiro single, "Radio Free Europe", em Hib-Tone. A canção tornou-se rapidamente um sucesso no rádio do campus e o grupo assinou um contrato com a IRS Registros para o lançamento um ano depois, o EP Chronic Town. R.E.M. Murmur lançou seu primeiro álbum em 1983, que foi elogiado pela crítica. Letras
de Voz e Stipe enigmáticas recebido especial atenção do público, bem 
como a sua presença excêntrica escenario.2 Murmur seria nomeado o álbum 
do ano pelos críticos da revista Rolling Stone, batendo Thriller de 
Michael Jackson. O segundo álbum da banda, Reckoning, seria lançado em 1984.
Em 1985, R.E.M. viajou para a Inglaterra para gravar o seu terceiro álbum, Fables of the Reconstruction. O processo foi difícil e empurrou a banda à beira da separação. Mesmo depois de terem lançado o álbum, a relação entre a banda foi apertada. Nesse período, Stipe disse: "Eu estava no meu caminho para ficar louco." Stipe ganhou peso e seu comportamento se tornou mais excêntrico.